# روبرت ليفينغستون (لاعب هوكي الجليد)
روبرت ليفينغستون (بالإنجليزية: Robert Livingston)‏ هو لاعب هوكي الجليد أمريكي، ولد في 3 نوفمبر 1908 في نيويورك في الولايات المتحدة، وتوفي في 2 أبريل 1974 في نيو كانان في الولايات المتحدة.

## وصلات خارجية
- روبرت ليفينغستون على موقع EliteProspects.com (الإنجليزية)
- روبرت ليفينغستون على موقع Eurohockey.com (الإنجليزية)
- روبرت ليفينغستون على موقع أوليمبيديا (الإنجليزية)